# Milica Ostrovška
Milica Ostrovška, slovenska pisateljica, publicistka in pedagoška delavka, * 14. junij 1907, Koper, † 5. april 1997, Maribor.
Znana je kot skrbna kronistka dogodkov med drugo svetovno vojno.

## Življenje
Rodila se je v Kopru očetu Adolfu Schaupu, ki je bil učitelj športne vzgoje, in materi Zoe Borri. Otroštvo je preživela v Gorici, kjer je obiskovala osnovno šolo. Od tu je v času soške fronte zbežala preko Pazina, kjer je obiskovala gimnazijo, v Maribor, kjer je leta 1925 maturirala. Odločila se je za študij nemščine, primerjalne književnosti in jezikoslovja na ljubljanski univerzi, kjer so jo poučevali France Kidrič, Jakob Kelemina in Ivan Prijatelj. Kot štipendistka pariške vlade je študijsko leto 1928/1929 preživela na Sorboni. Po diplomi se je leta 1930 zaposlila kot profesorica na gimnaziji v Vranju in se poročila s profesorjem glasbe Josipom Ostrovškem, tri leta kasneje se je zaposlila na realni gimnaziji v Mariboru. Pod vplivom Srečka Kosovela je postala levičarka in neposredno pred začetkom druge svetovne vojne, leta 1939/1940, članica KPS. Ob začetku vojne je bila z družino pregnana v Srbijo, kjer se je ponovno zaposlila v pedagoški stroki. Službovala je na učiteljišču v Jagodini; pridružila pa se je tudi tamkajšnji, med slovenskimi izgnanci delujoči organizaciji OF. Po osvoboditvi se je preselila v Maribor, kjer je opravljala vrsto javnih funkcij. Leta 1949, ob resoluciji Informbiroja, so jo zaprli na Goli otok. Ob izteku zaporne kazni, leta 1952, se je zaposlila kot administratorka na srednji glasbeni šoli v Mariboru. Od leta 1954 je na osnovni šoli Ivana Cankarja poučevala angleščino, na PA v Mariboru metodiko učenja tujih jezikov in na Višji ekonomsko-komercialni šoli nemščino, kjer je ostala do leta 1977.
V širšo javnost je leta 1926 stopila kot publicistka pri reviji Ženski svet in se priključila Neodvisnosti in Naši ženi. Po vojni je objavila zgodovinopisne knjige in več zgodovinskih člankov o uporu proti okupatorju v Mariboru in izgnancih v Srbijo in Bosno; teh je največ v reviji Borec. Prav tako je za potrebe pouka nemščine na Višji ekonomsko-komercialni šoli v Mariboru prispevala več skript. V 50-ih letih 20. stoletja je začela z zbiranjem gradiva za zgodovino NOB v Mariboru, ki ga je izvirno obdelala v knjigah Narodni heroj Jože Hermanko (Maribor 1963), Narodna herojinja Silvira Tomasini (Maribor 1964) in Kljub vsemu odpor (I–III, Maribor 1963, 1968; 2. razširjena izdaja, 1981).

## Milica Ostrovška  inŽenski svet
Ostrovškova je v Ženskem svetu objavljala pedagoške, polemično-kritične članke in leposlovje. Pri leposlovju so bile središče njenega zanimanja usode ženskih likov. Na podlagi njenih del, kot so Stara devica; Klavir; Drobec radosti, daj; Glej, dekla sem in Naša perica, spoznamo, da ni bila pretirana emancipiranka, saj v svoji prozi tradicionalni vlogi spolov ne nasprotuje. Prizadeva si za enakopravnost žensk, vendar ostaja odprta, saj namenja prostor tako tistim, ki ostajajo znotraj tradicionalnih okvirov, kot tistim, ki presegajo ustaljene predstave.
Pripovedništvo Milice Ostrovške je iskanje ravnotežja med tradicionalno utrjenim in presegajočim. Glavne ženske like je prikazala iz različnih perspektiv, opisovala je tako gospodinje kot pol- in srednje izobraženke. Nobeden od nazorov ni prevladujoč, temveč je prikazan zgolj kot ena od možnosti. Samske ženske, ki si materialne dobrine zagotavljajo same in skrbijo tako za dom kot delo, tradicionalno gledano združujejo moško in žensko funkcijo, so izrazito samozavestne in ne vzpostavljajo partnerskega razmerja. Ženske, ki pa prevzamejo družinsko vlogo, so od moža finančno odvisne in so se mu zato pripravljene nekoliko podrejati. Optimizem oseb ima različne razloge: finančna neodvisnost, družinska, zakonska in materinska sreča, vera v moč višjega, ki je večinoma umetnost. 
Zelo izstopajo naslovi, ki v večini najavljajo glavno osebo, tako da poudarijo njeno individualnost, sledi naslavljanje po dejanju, v središču je lahko predmet, najožje povezan z ženskim subjektom (primer: klavir kot simbol hrepenenja).
Vsebinsko-idejna odprtost in raznolikost oseb ustreza programskemu okviru revije  Ženski sveti, ki si je prizadevala pridobiti čim bolj raznoliko žensko publiko (od služkinj do izobraženk), jo izobraziti in postaviti temelj za izboljšanje političnega, socialnega in kulturnega položaja žensk in ji ponuditi širok razpon identifikacijskih možnosti. Optimistična naravnanost in uporništvo ženskih oseb pa je v skladu z avtoričinim življenjskim prizadevanjem, da v življenju prevlada dobro.

### Leposlovje
- Dva obiska (1935)
- O dveh, ki sta se poročila pod marelo (1935)
- Glej, dekla sem (1936)
- O kraljični, ki se ni mogla smejati (1937)
- Topovski strel (1937)
- Stara devica (1938)
- Drobec radosti daj! (1938)
- Lujzika mora na jug (1938)
- Vrnitev (1938)
- Tajno okence male gospodinje (1939)
- Živci gospe Felicite (1939)
- Erika, Tomo in njegova mati (1940)
- Klavir (1940)

### Dokumentarna literatura
- Kljub vsemu odpor (1963–1968) (COBISS)[3]
- Jože Hermanko (1963) (COBISS)
- Silvira Tomasini (1964) (COBISS)

### Drugo
- Slovenske kratke zgodbe med koncem ene in začetkom druge vojne (2010) (COBISS)[4]